# Rotonde (géométrie)
Pour les articles homonymes, voir Rotonde.
 (février 2023).
Si vous disposez d'ouvrages ou d'articles de référence ou si vous connaissez des sites web de qualité traitant du thème abordé ici, merci de compléter l'article en donnant les références utiles à sa vérifiabilité et en les liant à la section « Notes et références ».

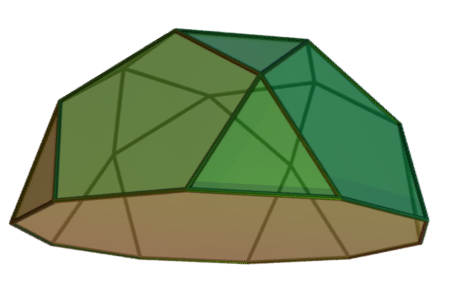
La rotonde décagonale avec ses faces régulières (J6).

En géométrie, une rotonde est un solide formé en joignant deux polygones, un (la base) avec deux fois plus d'arêtes que l'autre, par une bande alternée de triangles et de pentagones. Si les triangles sont équilatéraux et les pentagones sont réguliers, alors que la base et sa face opposée sont des polygones réguliers, alors la rotonde peut être considérée régulière. Il n'existe en fait qu'une seule rotonde régulière, appelée rotonde décagonale, de nomenclature (J6) et elle peut s'obtenir par la section en deux parties égales d'un icosidodécaèdre.